# Wahlen 1876
◄◄ | ◄ | 1872 | 1873 | 1874 | 1875 | Wahlen 1876 | 1877 | 1878 | 1879 | 1880 | ► | ►►

Weitere Ereignisse
Die Liste der Wahlen 1876 umfasst Parlamentswahlen, Präsidentschaftswahlen, Referenden und sonstige Abstimmungen auf nationaler und subnationaler Ebene, die im Jahr 1876 weltweit abgehalten wurden.
Das damalige Wahlrecht entsprach typischerweise nicht den Wahlrechtsgrundsätzen der direkten, geheimen und gleichen Wahl. Zeittypisch waren oft nur kleine Teile der Bevölkerung wahlberechtigt, ein Frauenwahlrecht war nicht gegeben.

## Termine
| Land               | Datum           | Link zur Wahl 1876                                  | Link zur letzten Wahl | Bemerkung                                                                          |
| ------------------ | --------------- | --------------------------------------------------- | --------------------- | ---------------------------------------------------------------------------------- |
| Frankreich         | Februar, März   | Wahl zur Abgeordnetenkammer                         | 1871                  |                                                                                    |
| Lippe              | März            | Landtagswahl in Lippe                               | 1854                  | Gewählter Landtag beschloss neues Wahlrecht und wurde im gleichen Jahr neu gewählt |
| Vereinigte Staaten | ab dem 5. Juni  | Wahl zum Repräsentantenhaus der Vereinigten Staaten | 1874                  | Mehrzahl der Staaten wählte am 7. Nov.                                             |
| Lippe              | Okt. und Nov.   | Landtagswahl in Lippe                               | März 1876             | Wahl nach dem im gleichen Jahr beschlossenen Wahlrecht                             |
| Preußen            | 20. Oktober     | Wahl zum preußischen Abgeordnetenhaus               | 1873                  |                                                                                    |
| Königreich Italien | 5. und 12. Nov. | Parlamentswahl in Italien                           | 1874                  |                                                                                    |
| Vereinigte Staaten | 7. November     | Präsidentschaftswahl in den Vereinigten Staaten     | 1872                  |                                                                                    |